# Snurre Snups Søndagsklub
Snurre Snups Søndagsklub var et program der kørte på TV 2 fra 1994 til 2005. Værten var Bubber, som snakkede med børn om forskellige emner. Der blev vist tegnefilm heriblandt Batman: The Animated Series og mere eller mindre kendte kunstnere optrådte. Dette indbefattede bl.a. Dr. Bombay, Nik & Jay, Cartoons, Me & My, Muddi og Salamidrengene og Toy-Box. Andre indslag var et danseshow til sidst i programmet med "Danse-Daisy", og "Ugens Bedste Bedste" hvor et barn havde en bedsteforælder med et særligt talent.
Snurre Snups Søndagsklub blev fra 1995-1996 optaget i TV2 Østs studie i Vordingborg. Senere i 1997 blev det produceret af TV1 Production i et studie i Skovlunde vest for København og derefter på Nordisk films studier i Valby.